# Cytherella leizhouensis
Cytherella leizhouensis is een mosselkreeftjessoort uit de familie van de Cytherellidae. De wetenschappelijke naam van de soort is voor het eerst geldig gepubliceerd in 1983 door Gou.